# Попешть (Горж)
Попешть, Попешті (рум. Popești) — село у повіті Горж в Румунії. Входить до складу комуни Логрешть.
Село розташоване на відстані 197 км на захід від Бухареста, 35 км на схід від Тиргу-Жіу, 67 км на північ від Крайови.

## Населення
За даними перепису населення 2002 року у селі проживали 476 осіб, усі — румуни. Рідною мовою 475 осіб (99,8%) назвали румунську.